# Ben Mitchell (Eastenders)
Benjamin Mitchell is een personage uit de BBC-serie EastEnders; hij werd achtereenvolgens gespeeld door Matthew Silver (1996), Morgan Whittle (december 1999), Charlie Jones (maart 2006 - juli 2010), Joshua Pascoe (13 december 2010 - 24 augustus 2012), Harry Reid (22 september 2014 - 12 januari 2018) en Max Bowden (1 april 2019 - nu).

## Geschiedenis

### Geboorte en emigratie
Ben wordt op 21 maart 1996 geboren als zoon van Kathy Beale en Phil Mitchell; door een hersenvliesontsteking raakt hij aan een oor doof. Na de scheiding zijn ouders emigreert hij op tweejarige leeftijd met Kathy naar Zuid-Afrika waar hij een nieuwe vader (Gavin Sullivan) krijgt; dit tot groot verdriet van Phil die een ton losgeld is kwijtgeraakt aan een gangster die Dan Sullivan heet. 

### Terugkeer naar Walford
Als Kathy en Gavin in maart 2006 bij een auto-ongeluk om het leven komen keert Ben terug naar Walford om bij zijn grote broer Ian en diens vrouw Jane te wonen. Ian, die al jaren op voet van oorlog leeft met Phil, spaart kosten noch moeite om vader en zoon uit elkaar te houden; uiteindelijk mislukt dit en trekt Ben alsnog bij Phil in. 

### Terreur van Stella Crwaford
Tegen de tijd dat hun relatie eindelijk vorm begint aan te nemen komt Stella Crawford in Phils leven. Ben moet niets van Stella hebben en pest haar weg; maar hij wint slechts de eerste ronde en nadat Stella begin 2007 terugkeert laat ze haar ware gezicht zien. Ben wordt geestelijk en lichamelijk mishandeld en moet Phil overhalen om met Stella te trouwen. Pas op de grote dag vindt hij de kracht om te vertellen wat er zich al die tijd heeft afgespeeld. Stella, die als kind haar kleine zusje verloor en daar jarenlang verantwoordelijk voor werd gehouden, vlucht naar een verlaten fabriek en maakt een dodelijke sprong van het dak.

### Eigen persoonlijkheid
Ben raakt geïnteresseerd in muziek en dans; Peggy steunt hem op alle fronten maar Phil keurt het af omdat hij Ben tot een echte kerel wil laten opgroeien, en meidendingen horen daar niet bij. 

### Terugkeer van Louise
In 2010 komt ook Phils dochter Louise (verwekt bij marktinspectrice Lisa Shaw) weer thuis; waar de anderen blij zijn voelt Ben zich gepasseerd, hij is ervan overtuigd dat Stella gelijk had toen ze zei "(Je pa) moet je niet". Maar dat is niet zijn enige zorg; hij wordt gepest door een meidenbende (die met zijn nieuwe gympen aan de haal gaan) en Louise schrijft in zijn dagboek dat hij homoseksueel is. Ben verlaagt zich tot dezelfde praktijken als Stella en sluit zijn kleine zusje in de schuur op. Jordan Johnson, zoon van dominee Lucas wordt als de schuldige aangewezen maar als Phil ziet dat Louise brandplekken op haar arm heeft krijgt hij alsnog de waarheid te horen. Phil begint te vermoeden wat Ben allemaal uitspookt en als hij ziet dat oppas Heather de kinderen alleen heeft gelaten snelt hij naar huis waar Louise op het punt staat om weer met een hete lepel te worden verbrand. "Het is maar een spelletje" liegt Ben maar Phil trapt daar niet in en slaat hem tegen de vlakte, iets waar hij meteen spijt van krijgt. Ben legt alles uit, en ook dat hij gepest wordt door Jordan. Phil vertelt hem dat hij van zich af moet bijten, en Ben onthoudt dat wanneer hij met Jordan de opdracht om een auto te repareren; Jordan noemt Ben een watje en wordt het ziekenhuis ingeslagen met een schedelbasisfractuur. Ben heeft spijt van wat hij heeft gedaan en na een harde confrontatie met Lucas vraagt hij Ian om mee te gaan naar het politiebureau. Phil neemt hem dit niet in dank af maar dan besluit Ben dat hij niet meer bij de Mitchells wil wonen maar bij Ian.

### Draaideurcrimineel
Ben gaat voor zes maanden de gevangenis in; hij wil geen bezoek omdat hij wordt gepest. Ben komt vrij op borgtocht en lijkt zowel uiterlijk als innerlijk een stuk harder geworden, meer als de zoon die Phil van hem wilde maken. Drie dagen later gaat hij alweer de mist in door zijn tante Glenda van de trap te duwen vanwege haar affaire met Ian. Samen met Jay neemt hij Heather in de maling door zich voor te doen als webdate en die om te laten komen wanneer de waarheid aan het licht dreigt te komen. Uiteindelijk biecht Ben alles op waarna hij zich bij Ian schuilhoudt alvorens zijn koffers te pakken en Peggy op te zoeken. Shirley ontdekt dat Ben in die nepmails zijn eigen gevoelens verwoordde ("M'n baas moet me niet").   
Ben blijkt daadwerkelijk homoseksueel te zijn; hij valt op Jay, die door Phil als surrogaatzoon wordt beschouwd. Ben voelt zich wederom gepasseerd en uit wraak stuurt hij dreigbrieven en liegt hij tegen de politie dat Stella onder dwang van het dak is gesprongen. Phil wordt gearresteerd, maar als de waarheid aan het licht komt wordt Ben verstoten door de overige Mitchells. Phil komt weer op vrije voeten en Ben raakt ervan overtuigd dat Heather hem heeft verlinkt. Als hij haar doodslaat probeert Phil hem te verdedigen en de schuld op zich te nemen.
Dit pakt verkeerd uit en Ben wordt gearresteerd; hij besluit om niet langer te liegen en zijn straf (maximaal tien jaar) te aanvaarden. In oktober 2012 wordt de aanklacht omgezet van moord in dood door schuld; ondertussen is Ben vader geworden van een dochter (Lexi Pearce) die hij heeft verwekt bij Lola. 

### Terugkeer
Na twee jaar wordt Ben vrijgelaten; hij keert terug op de vooravond van Phils huwelijk met Sharon Watts, dochter van oorspronkelijk kroegbaas Den. Shirley is daar geen voorstander van, net zomin als Peggy, en schiet Phil neer met het pistool dat ze van Sharon heeft onderschept. Het pistool blijkt van Ronnie te zijn; bang om straks weer een kind te verliezen geeft ze Ben en Jay de opdracht om het pistool in het water te gooien.
Ben wordt verliefd op Johnny Carter,maar krabbelt op het laatste moment terug en begint een relatie met Abi Branning om iedereen, maar vooral zichzelf, ervan te overtuigen dat zijn homoseksualiteit slechts een fase was. Hij heeft het uiteindelijk ook toe en blijft vrienden met Abi.
Ben begint een relatie met Paul Coker die echter wordt doodgeschopt door homohaters; Pauls nabestaanden houden hem verantwoordelijk. Samen met Jay wordt Ben ontvoerd door de daders. Grant en diens vervreemde zoon Mark Fowler bevrijden hem.
Ondertussen ligt Phil in het ziekenhuis te wachten op een nieuwe lever die hij uiteindelijk ook krijgt; Ben heeft zich beschikbaar gesteld als donor - ondanks dat hij is onterfd - maar wordt afgewezen omdat hij geen beargumenteerde antwoorden heeft op de gestelde vragen. Wanneer Phil in Italië herstelt belt Ben hem op vanwege Louises ziekenhuisopname. 
Ben is teleurgesteld dat hij het moet afleggen tegen Phils andere kinderen en dat niet hij maar Jay het autopaleis mag overnemen. Phil heeft hiertoe besloten omdat hij ooit Jay's vader heeft vermoord door het oorspronkelijke autopaleis in brand te steken omwille van het verzekeringsgeld. 
Ben vlucht naar het buitenland met gestolen geld, maar wordt gedwongen terug te keren wanneer Phil in de problemen blijkt te zitten.